# 울산항만공사
울산항만공사(蔚山港灣公社, Ulsan Port Authority, UPA)는 항만 시설의 개발·유지·관리 운영의 효율성을 도모하여 울산항을 경쟁력 있는 액체 물류 중심 항만으로 육성하고 국민 경제의 발전에 이바지하고자 '항만 공사법'에 의하여 설립된 대한민국의 준시장형 공기업이다. 2007년 7월 5일 창립한 이래 울산항을 동북아 중심 항만으로 발전시키고, 울산항의 비전인 '사회적가치를 추구하는 경쟁력있는 에코 스마트 항만' 을 목표로 꾸준한 성장을 거듭해 2015년 연매출 744억원, 당기 순이익 302억원을 달성했다.
울산광역시 남구 장생포고래로 271에 위치해 있다.

## 주요 사업
- 울산항의 신설, 개축, 보수, 준설 등에 관한 공사의 시행 및 항만의 관리 운영
- 항만 시설 공사 및 관리 운영과 관련하여 국가 또는 지방자치단체로부터 위탁받은 사업
- 위의 사업에 관한 조사, 연구, 기술 개발 및 인력 양성
- 항만 이용자의 편의를 위한 생활 근린 및 복리 사업 등의 건설 및 운영
- 국가 또는 지방자치단체로부터 위탁받은 사업
- 외국항만의 조성 및 관리ㆍ운영 등

- 2003년 5월 29일 항만 공사법 제정(법률 제 06918호)
- 2003년 11월 29일 항만 공사법 시행령 제정(대통령령 제 18147호)
- 2007년 7월 5일 울산항만공사 설립
- 2013년 1월 31일 기타공공기관 지정 해제, 준시장형 공기업 지정

## 조직/인원
- 조직 형태: 준시장형 공기업(공공기관의 운영에 관한 법률 적용)
- 조직: 2본부 12팀
- 인원: 117명 (임원포함)
- 주무부처: 해양수산부

- 항만위원회
- 감사 (비상임)
  - 감사팀

### 사장
- 감사팀
- 국정과제추진단
- 안전환경실
- 경영본부
  - 기획조정실
  - 인사노무팀
  - 재무경영팀
  - 대외협력팀
- 운영본부
  - 물류기획실
  - 항만운영팀
  - 항만건설팀
  - 물류정보팀
  - 항만보안팀

## 연혁
- 2007년
  - 07월 울산항만공사 설립(7.5)
- 2008년
  - 1월 기타공공기관 지정(1.30)
- 2011년
  - 12월 환경경영시스템_ISO 14001:2004 인증(국내 항만기관 최초)
  - 2월 울산항만공사 장생포 신사옥 준공 개소
  - 11월 국가품질경영대회 대통령 표창 수상
- 2013년
  - 1월 준시장형 공기업 지정(1.31)
  - 2월 울산항 클린벨트 구축(23개 단체)
  - 7월 2013년 대한민국 지속가능 경영대상(사회공헌부문)
  - 9월 울산항 개항 50주년
  - 11월 인적자원개발 우수기관 인증
  - 11월 동북아 오일허브 기공
- 2014년
  - 5월 해양안전벨트 구축(12개 유관단체)
  - 6월 온산항고객지원센터 개소
  - 7월 울산신항 배후단지 1공구 준공('10~'14)
- 2015년
  - 2월 LACP 2013/2014 지속가능경영 금상 수상
  - 6월 세계 5대 선원복지 우수항만 선정
  - 11월 여성가족부 가족친화기업 인증 획득
  - 12월 제4회 교육기부대상 국내 해운·항만물류분야 대상 수상
- 2016년
  - 2월 울산항 남화물양장 개장
  - 6월 제11회 대한민국 기상산업대상 금상 수상
  - 9월 울산항 선원복지센터 개장
  - 12월 에너지경영시스템 ISO 50001 인증 획득
- 2017년
  - 1월 부패방지 민·관협업 유공 국민안전처 장관 표창
  - 2월 LACP 2015/2016 지속가능경영 금상 수상
  - 4월 울산신항 용연부두 및 항만배후단지 개장
  - 5월 제5회 경영학자 선정 대한민국 최우수경영대상 수상
  - 11월 2017 대한민국 좋은기업상 항만운영 부문 1위
  - 12월 2017 안전문화대상 국무총리 표창 수상